# Noer
Noer (dänisch Nør) ist eine Gemeinde im Kreis Rendsburg-Eckernförde in Schleswig-Holstein. Sie liegt auf der Halbinsel Dänischer Wohld.

## Geographie und Verkehr

### Geographische Lage
Das Gemeindegebiet von Noer erstreckt sich entlang des südlichen Ufers der Eckernförder Bucht im Bereich der naturräumlichen Haupteinheit Schwansen, Dänischer Wohld etwa 12 km östlich von Eckernförde.

### Gemeindegliederung
Neben dem Dorf gleichen Namens befinden sich auch das weitere Dorf Lindhöft, das Gut Lindhof, der Hof Hohenkamp und die Häusergruppen Krummland und Lindhöfter Mühle als weitere Wohnplätze im Gemeindegebiet.

### Nachbargemeinden
Direkt angrenzende Gemeindegebiete von Noer sind:
|          |                                             |             |
| Altenhof | Kompassrose, die auf Nachbargemeinden zeigt | Schwedeneck |
|          | Neudorf-Bornstein, Osdorf                   |             |

## Geschichte
Das Dorf Noer wird erstmals 1317 in einer Urkunde erwähnt.
Der Ortsname ist erstmals 1479 (Rep. dipl.) schriftlich dokumentiert. Es finden sich die Formen tor Noer und tor Nore. Der Name beschreibt eventuell einen Abhang oder eine Steilküste (vgl. westfälisch Nörre). Möglich ist auch eine Deutung zu nord. nor für ein Noor.

## Politik

### Gemeindevertretung
Bei der Kommunalwahl am 14. Mai 2023 wurden insgesamt elf Sitze vergeben. Die CDU erhielt sechs Sitze und die SPD fünf Sitze. Im Sommer 2024 ist ein Mitglied der SPD-Fraktion ausgeschieden und konnte nicht nachbesetzt werden. Das neue Stimmenverhältnis liegt nun bei sechs Sitzen für die CDU und vier Sitzen für die SPD.

### Wappen
Blasonierung: „Unter gezinntem blauen Schildhaupt von Gold und Grün durch abgerundete linke Schrägstufe geteilt. Oben ein Wagenrad mit zwölf Speichen, unten ein gestürztes Lindenblatt mit einem Blütenstand in verwechselten Farben.“

## Erholung
Auf dem Gebiet der Gemeinde befindet sich unter anderem das Naturschutzgebiet Bewaldete Düne bei Noer, die Bestandteil des Europäischen ökologischen Netzes Natura 2000 ist. Das Gebiet steht unter Schutz, weil sich hier auf engstem Raum sämtliche Stadien der Dünenentwicklung von der Spülsaumzone bis zum Wald finden.

## Sehenswürdigkeiten

### Kulturdenkmale
In der Liste der Kulturdenkmale in Noer stehen die in der Denkmalliste des Landes Schleswig-Holstein eingetragenen Kulturdenkmale.

### Schloss Noer

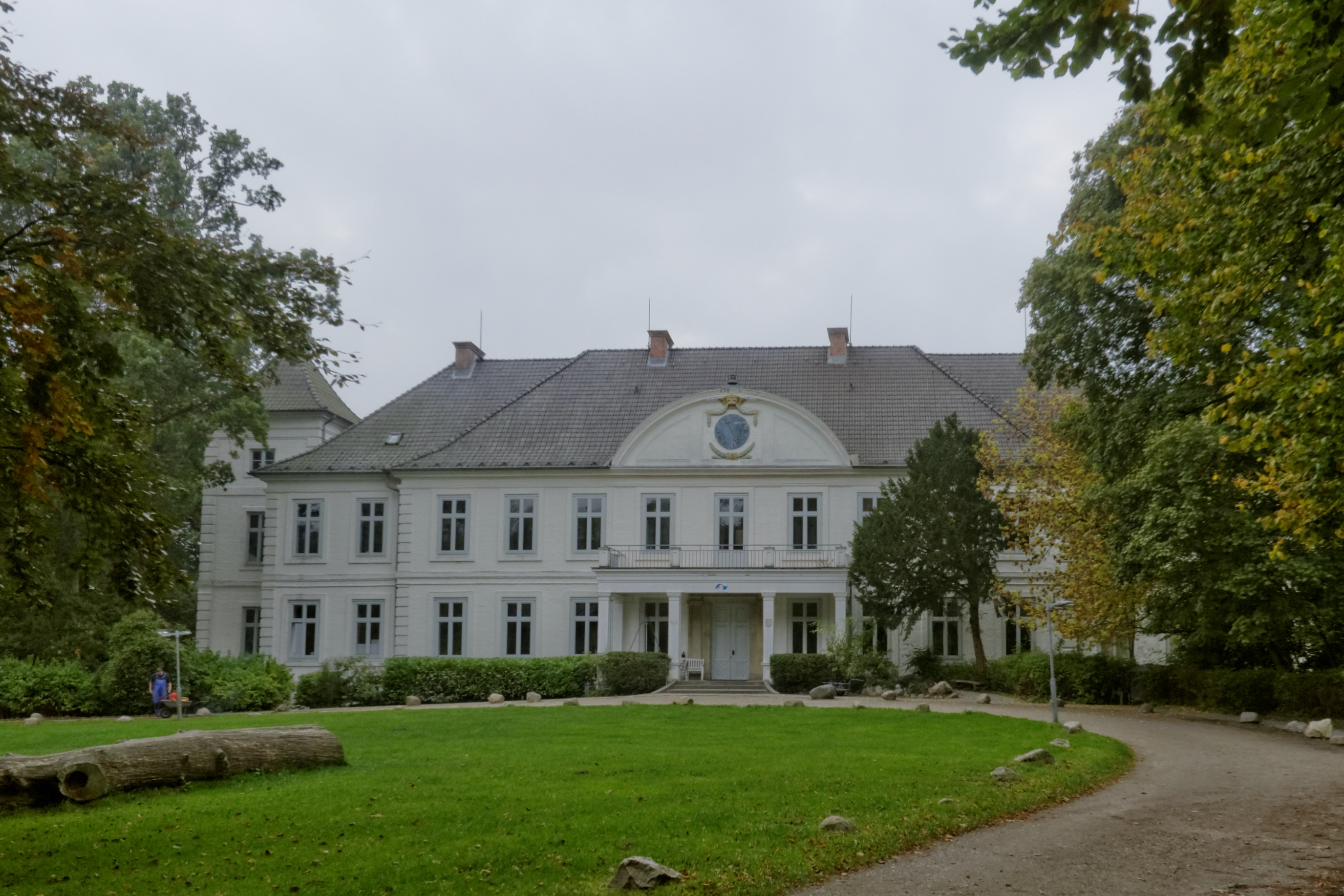
Schloss Noer

Das Gut Noer ist wahrscheinlich vom Rittergeschlecht von Ahlefeld im 15. Jahrhundert gegründet worden. Es befand sich von etwa 1414 bis 1610 für zwei Jahrhunderte im Besitz dieser Familie. Von 1610 bis 1675 war die Familie von Rantzau im Besitz des Gutes. 1680 ging es an die Familie von Brockdorff. Wulf von Brockdorff (1651–1732) aus dem Hause Wensin, ließ das schlossartige Herrenhaus 1708–1711 erbauen.
Im Jahr 1763 erbte Adam Gottlob von Moltke Schloss und Gut Noer. Es blieb im Familienbesitz, bis sich sein Enkel Adam Gottlob Detlev von Moltke dazu entschloss, es 1801 zu verkaufen. Neuer Besitzer wurde Bernhard von Qualen (1758–1831).
Im Jahr 1832 kaufte die Herzogin von Schleswig-Holstein-Sonderburg-Augustenburg Noer.
Das Schloss brannte 1933 ab, wurde aber in alter Form wieder aufgebaut.
Nach dem Zweiten Weltkrieg wurde das Gut aufgesiedelt. Das Herrenhaus wurde von der Schleswig-Holsteinischen Gesellschaft für Einrichtungen der Jugendpflege erworben und wird seit 1961 als Jugendbildungs- und Begegnungsstätte genutzt.

## Verkehr
Das Gemeindegebiet wird von der schleswig-holsteinischen Landesstraße 285 durchzogen. Sie zweigt bei der Anschlussstelle Schnellmark von der Bundesstraße 76 ab und führt in Richtung der Nachbargemeinde Schwedeneck (Ortsteil Krusendorf), wo sie in die  Landesstraße 45 über geht. Im weiteren Verlauf geht diese bei der Anschlussstelle Sprenge wiederum in die Bundesstraße 503 aus Richtung Kiel-Holtenau über.
Im ÖPNV ist die Gemeinde mittels eines Omnibusverkehrs auf der Linie 746 von Surendorf nach Eckernförde an Wochentagen im Zwei- (am Wochenende Vierstundentakt) im Nahverkehrsverbund Schleswig-Holstein angebunden.